# نیکولای گدا
نیکولای گدا (به سوئدی: Harry Gustaf Nikolai Gädda) خواننده تنور سوئدی بود.

## زندگی‌نامه
نیکولای گدا تا ۷۷ سالگی فعالیت هنری بسیار موفقی در عرصه خوانندگی داشت. او به زبان‌های مختلفی تسلط داشت و توانست قطعاتی را به زبان فرانسوی،ایتالیایی،انگلیسی، آلمانی، روسی، چکی، سوئدی و همچنین لاتین اجرا کند.
گدا یکی از بزرگ‌ترین خوانندگان اپرا در تاریخ بود. و از لحاظ زیبایی صدا، کنترل بر روی صدا و احساس موسیقایی جزو بهترین‌های تاریخ بود.